# José Bezerra Coutinho
Dom José Bezerra Coutinho (Capistrano, 7 de fevereiro de 1910 — Fortaleza, 7 de novembro de 2008) foi um bispo católico da Diocese de Estância.

## Estudos
Realizou seus estudos fundamental e médio em Independência, Crateús (1923-1925) e Fortaleza (1925-1927). Estudou Filosofia e Teologia no Seminário da Prainha, em Fortaleza (1927-1933).

## Presbiterado
Ordenou-se padre no dia 3 de dezembro de 1933, em Sobral.
Exerceu as seguintes funções:
- Vigário de Massapê, Meruoca e São Benedito (1934-1935)
- Vigário de São Benedito (1936-1956)
- Diretor do Colégio Farias Brito
- Presidente da Sociedade Cultural de São Benedito (1953-1956)

## Episcopado
No dia 6 de agosto de 1956, o Papa Pio XII o nomeou Bispo Auxiliar de Sobral, com a sé titular de Uthina. Recebeu a ordenação episcopal no dia 28 de outubro de 1956, em Sobral, das mãos de Dom José Tupinambá da Frota, Dom Expedito Eduardo de Oliveira e Dom José Terceiro de Sousa.
No dia 28 de janeiro de 1961, o Papa João XXIII o nomeou Bispo de Estância, função na qual permaneceu até 1 de junho de 1985, quando renunciou ao múnus pastoral por limite de idade.
Lema: Dominus Illuminatio mea (O Senhor é minha luz).

### Atividades durante o episcopado
- Bispo Auxiliar de Sobral (1959-1961)
- Vigário Capitular de Sobral (1959-1961)
- Bispo Diocesano de Estância (1961-1985)
- Presidente da Comissão de Pastoral da Família
- Membro da Comissão Representativa da CNBB
- Membro do Instituto Histórico e Geográfico de Sergipe
- Membro da Associação de Imprensa de Aracaju
- Presidente da Sociedade Educacional Farias Brito
- Membro da Academia Sobralense de Estudos e Letras
- Membro Honorário da Academia Fortalense de Letras
- Presidente da Sociedade Beneficente Amparo de Maria
- Presidente de Honra da Academia Brasileira de Hagiologia

Completou em 2008, 98 anos de idade.

### Sucessão
Dom José Bezerra Coutinho é o primeiro bispo de Estância, foi sucedido por Dom Hildebrando Mendes Costa.

### Ordenações episcopais
Dom José foi concelebrante da ordenação episcopal de: 
- Luciano José Cabral Duarte

## Morte
- Dom José Bezerra Coutinho, o bispo católico mais velho do Brasil, morreu no dia 7 de novembro de 2008 aos 98 anos, de parada cardíaca, em Fortaleza e foi sepultado no dia seguinte, na Cripta da Catedral Metropolitana de Fortaleza - CE.